# فلزهای قلیایی
| Element 1: هیدروژن (H), Other non-metal |                                                  |                                             |                                   |                                          |                                       |                                      |                                      |                                     |                                        |                                    |                                        |                                      |                                    |                                      |                                      |                                     |                                                |                                            |                                              |                                            |                                           |                                            |                                            |                                         |                                          |                                        |                                      |                                       |                                         |                                     | Element 2: هلیوم (He), Noble gas    |
| Element 3: لیتیم (Li), Alkali metal     | Element 4: برلیم (Be), Alkaline earth metal      |                                             |                                   |                                          |                                       |                                      |                                      |                                     |                                        |                                    |                                        |                                      |                                    |                                      |                                      |                                     |                                                |                                            |                                              |                                            |                                           |                                            |                                            |                                         |                                          | Element 5: بور (B), Metalloid          | Element 6: کربن (C), Other non-metal | Element 7: نیتروژن (N), Halogen       | Element 8: اکسیژن (O), Halogen          | Element 9: فلوئور (F), Halogen      | Element 10: نئون (Ne), Noble gas    |
| Element 11: سدیم (Na), Alkali metal     | Element 12: منیزیم (Mg), Alkaline earth metal    |                                             |                                   |                                          |                                       |                                      |                                      |                                     |                                        |                                    |                                        |                                      |                                    |                                      |                                      |                                     |                                                |                                            |                                              |                                            |                                           |                                            |                                            |                                         |                                          | Element 13: آلومینیم (Al), Other metal | Element 14: سیلسیم (Si), Metalloid   | Element 15: فسفر (P), Other non-metal | Element 16: گوگرد (S), Other non-metal  | Element 17: کلر (Cl), Halogen       | Element 18: آرگون (Ar), Noble gas   |
| Element 19: پتاسیم (K), Alkali metal    | Element 20: کلسیم (Ca), Alkaline earth metal     | Element 21: اسکاندیم (Sc), Transition metal |                                   |                                          |                                       |                                      |                                      |                                     |                                        |                                    |                                        |                                      |                                    |                                      |                                      |                                     | Element 22: تیتانیم (Ti), Transition metal     | Element 23: وانادیم (V), Transition metal  | Element 24: کروم (Cr), Transition metal      | Element 25: منگنز (Mn), Transition metal   | Element 26: آهن (Fe), Transition metal    | Element 27: کبالت (Co), Transition metal   | Element 28: نیکل (Ni), Transition metal    | Element 29: مس (Cu), Transition metal   | Element 30: روی (Zn), Other metal        | Element 31: گالیم (Ga), Other metal    | Element 32: ژرمانیم (Ge), Metalloid  | Element 33: آرسنیک (As), Metalloid    | Element 34: سلنیم (Se), Other non-metal | Element 35: برم (Br), Halogen       | Element 36: کریپتون (Kr), Noble gas |
| Element 37: روبیدیم (Rb), Alkali metal  | Element 38: استرانسیم (Sr), Alkaline earth metal | Element 39: ایتریم (Y), Transition metal    |                                   |                                          |                                       |                                      |                                      |                                     |                                        |                                    |                                        |                                      |                                    |                                      |                                      |                                     | Element 40: زیرکونیم (Zr), Transition metal    | Element 41: نیوبیم (Nb), Transition metal  | Element 42: مولیبدن (Mo), Transition metal   | Element 43: تکنسیم (Tc), Transition metal  | Element 44: روتنیم (Ru), Transition metal | Element 45: رودیم (Rh), Transition metal   | Element 46: پالادیم (Pd), Transition metal | Element 47: نقره (Ag), Transition metal | Element 48: کادمیم (Cd), Other metal     | Element 49: ایندیم (In), Other metal   | Element 50: قلع (Sn), Other metal    | Element 51: آنتیموان (Sb), Metalloid  | Element 52: تلوریم (Te), Metalloid      | Element 53: ید (I), Halogen         | Element 54: زنون (Xe), Noble gas    |
| Element 55: سزیم (Cs), Alkali metal     | Element 56: باریم (Ba), Alkaline earth metal     | Element 57: لانتان (La), Lanthanoid         | Element 58: سریم (Ce), Lanthanoid | Element 59: پرازئودیمیم (Pr), Lanthanoid | Element 60: نئودیمیم (Nd), Lanthanoid | Element 61: پرومتیم (Pm), Lanthanoid | Element 62: ساماریم (Sm), Lanthanoid | Element 63: اروپیم (Eu), Lanthanoid | Element 64: گادولینیم (Gd), Lanthanoid | Element 65: تربیم (Tb), Lanthanoid | Element 66: دیسپروزیم (Dy), Lanthanoid | Element 67: هولمیم (Ho), Lanthanoid  | Element 68: اربیم (Er), Lanthanoid | Element 69: تولیم (Tm), Lanthanoid   | Element 70: ایتربیم (Yb), Lanthanoid | Element 71: لوتتیم (Lu), Lanthanoid | Element 72: هافنیم (Hf), Transition metal      | Element 73: تانتال (Ta), Transition metal  | Element 74: تنگستن (W), Transition metal     | Element 75: رنیم (Re), Transition metal    | Element 76: اوسمیم (Os), Transition metal | Element 77: ایریدیم (Ir), Transition metal | Element 78: پلاتین (Pt), Transition metal  | Element 79: طلا (Au), Transition metal  | Element 80: جیوه (Hg), Other metal       | Element 81: تالیم (Tl), Other metal    | Element 82: سرب (Pb), Other metal    | Element 83: بیسموت (Bi), Other metal  | Element 84: پولونیم (Po), Other metal   | Element 85: آستاتین (At), Metalloid | Element 86: رادون (Rn), Noble gas   |
| Element 87: فرانسیم (Fr), Alkali metal  | Element 88: رادیم (Ra), Alkaline earth metal     | Element 89: آکتینیم (Ac), Actinoid          | Element 90: توریم (Th), Actinoid  | Element 91: پروتاکتینیم (Pa), Actinoid   | Element 92: اورانیم (U), Actinoid     | Element 93: نپتونیم (Np), Actinoid   | Element 94: پلوتونیم (Pu), Actinoid  | Element 95: امریسیم (Am), Actinoid  | Element 96: کوریم (Cm), Actinoid       | Element 97: برکلیم (Bk), Actinoid  | Element 98: کالیفرنیم (Cf), Actinoid   | Element 99: اینشتینیم (Es), Actinoid | Element 100: فرمیم (Fm), Actinoid  | Element 101: مندلیفیم (Md), Actinoid | Element 102: نوبلیم (No), Actinoid   | Element 103: لارنسیم (Lr), Actinoid | Element 104: رادرفوردیم (Rf), Transition metal | Element 105: دوبنیم (Db), Transition metal | Element 106: سیبورگیم (Sg), Transition metal | Element 107: بوهریم (Bh), Transition metal | Element 108: هاسیم (Hs), Transition metal | Element 109: مایتنریم (Mt)                 | Element 110: دارمشتادیم (Ds)               | Element 111: رونتگنیم (Rg)              | Element 112: کوپرنیسیم (Cn), Other metal | Element 113: نیهونیم (Nh)              | Element 114: فلروویم (Fl)            | Element 115: مسکوویم (Mc)             | Element 116: لیورموریم (Lv)             | Element 117: تنسین (Ts)             | Element 118: اوگانسون (Og)          |

| Alkali metal |
| Primordial   |
| From decay   |

فلزات قلیایی به عناصر ستون اول جدول تناوبی گفته می‌شود که شامل فلزهای لیتیم، سدیم، پتاسیم، روبیدیم، سزیم و فرانسیم می‌باشد. هیدروژن نیز در گروه اول قرار می‌گیرد ولی از آنجا که دارای خصوصیات متفاوتی نسبت به دیگر اعضای این گروه می‌باشد، آن را در دسته فلزات قلیایی قرار نمی‌دهند.

## دلیل نامگذاری فلزات قلیایی
درگذشته انسان به این نکته پی برده که اگر خاکستر باقی‌مانده از سوختن چوب را با آب مخلوط کند، محلولی به دست می‌آید که می‌تواند چربی‌ها را در خود حل کند. آن‌ها این محلول را قلیا نامیدند. امروزه می‌دانیم که در خاکستر چوب برخی از ترکیب‌ها عنصرهای گروه اول جدول تناوبی وجود دارد از این رو عنصرهای این گروه را فلزهای قلیایی نامیده‌اند.

## نگاه کلی
عناصر گروه اول جدول تناوبی (به غیر از H)که به فلزات قلیایی معروفند، در لایه ظرفیت الکترونی دارای آرایش هستند که n، شماره دوره آن‌ها است. آخرین عنصر این گروه به نام فرانسیم، رادیواکتیو است که در اینجا مورد بحث قرار نمی‌گیرد. این عناصر، فلزاتی با رنگ نقره فام هستند، بسیار نرم بوده و به آسانی با چاقو بریده می‌شوند. سطح درخشان آن‌ها در معرض هوا به علت اکسیداسیون کدر می‌شود. این عناصر بسیار واکنش پذیر هستند و واکنش پذیری آن‌ها از بالا به پایین گروه یعنی از Li به Fr افزایش می‌یابد و از این لحاظ شبیه عناصر سایر گروه‌ها هستند.